# Кляйнер, Михаэль
Михаэ́ль Кля́йнер (ивр. מיכאל קליינר; род. 4 апреля 1948, Мюнхен, ФРГ) — израильский политический и общественный деятель.

## Ранняя жизнь
Михаэль Кляйнер родился 4 апреля 1948 года в Мюнхене. Его родители — выходцы из Польши — поженились в 1941 году в гетто. Потом их отправили в Освенцим и там разлучили, и лишь после войны они вновь нашли друг друга. Когда Михаэлю было два года, его семья репатриировалась в Израиль. Всю свою сознательную жизнь провел в Тель-Авиве. В ЦАХАЛе служил офицером разведки.

## Политическая деятельность
Политическую карьеру начал в годы учёбы на юридическом факультете Тель-Авивского университета: в начале 1970-х гг. сколотил группу молодых активистов «Херута», которой впервые в истории удалось лишить левых главенствующего положения в студенческом совете. В 25-летнем возрасте Кляйнер избирается в муниципальный совет Тель-Авива — Яффо. Будучи председателем молодёжного отделения «Херута», должен был в 1977 году стать депутатом Кнессета, однако мандат получил родственник Менахема Бегина — Рони Мило, который проиграл Кляйнеру на внутренних выборах. Ещё один конфликт с Бегином возник при обсуждении Кемп-Дэвидских соглашений: Кляйнер выступил против передачи Синая. Несмотря на «инакомыслие», он в 1981 году попал в Кнессет и стал членом (а в 1988 — 1992 гг. — председателем) комиссии по алие и абсорбции. В 1996 году вернулся в Кнессет в составе фракции «Гешер», с 1999 года был председателем партии «Херут», основанной сыном Менахема Бегина, Бени Бегином. После неудач на выборах 2003 и 2006 годов, вслед за Бени Бегином вернулся в «Ликуд», но, в отличие от него, депутатом не стал.

## После ухода из политики
С 2012 года член совета директоров музея Бейт Лохамей ха-геттаот (Музея еврейского сопротивления). Председатель совета директоров строительной компании «Аура Исраэль».